# تركيب الدوال

g ∘ f, تركيب الدالتين f و g. على سبيل المثال, (g ∘ f)(c) = #.

في الرياضيات, تركيب دالتين (بالإنجليزية: Function composition)‏ هو إخضاع نتيجة الدالة الأولى للدالة الثانية. أي أنه بالنسبة للدالتين f: X → Y و g: Y → Z, فإن تركيبهما هو حساب قيمة g ليس عندما يكون مدخلها هو x، بل عندما يكون مدخلها هو (f(x.ويعد موضوع تركيب الدوال مدخلا هاما في دراسة حساب التغيرات.

## أمثلة
إذا كانت {\displaystyle f(x)=x+1} و {\displaystyle g(x)=x^{2}}, فإن {\displaystyle g\circ f} و {\displaystyle f\circ g} تُعرفان كما يلي، علما بأن {\displaystyle \circ } هو رمز تركيب الدالتين:
{\displaystyle f\circ g(x)=f(g(x))=f(x^{2})=x^{2}+1}
{\displaystyle g\circ f(x)=g(f(x))=g(x+1)=(x+1)^{2}}

## خصائص
تركيب الدوال عادة ما يكون تجميعيا. f ∘ (g ∘ h) = (f ∘ g) ∘ h